# Tadeusz Łukaszewicz (żołnierz)
Tadeusz Łukaszewicz, ps. Edward (ur. 13 października 1913 w Warszawie, zm. 11 września 1944 tamże) – kapitan Korpusu Bezpieczeństwa, kawaler Krzyża Srebrnego Orderu Wojennego Virtuti Militari.

## Życiorys
Syn Antoniego (artysty malarza i antykwariusza) i Marii z domu Gieryng. Ukończył warszawską szkołę średnią Ojców Pijarów, po czym uzyskał dyplom magistra ekonomii na uniwersytecie w Grenoble. Przeszedł szkolenie w zambrowskiej Szkole Podchorążych Rezerwy Piechoty i w roku 1938 został mianowany na stopień podporucznika. Uczestnik kampanii wrześniowej w szeregach 71 pułku piechoty. Na stanowisku dowódcy kompanii ckm walczył pod Wizną i Nowogrodem. Ranny podczas przebijania się z okrążenia, został zwolniony z niemieckiej niewoli jako inwalida wojenny.
Od 1942 uczestniczył, w strukturach Korpusu Bezpieczeństwa, w konspiracji wojskowej. W czasie powstania warszawskiego dowodził kompanią szturmową P-20 w 1 batalionie szturmowym KB „Nałęcz”. Walczył na Starówce i w Śródmieściu. Ranny 15 sierpnia w Pałacu Mostowskich. W dniu 10 września 1944 w charakterze łącznika przeprawił się przez Wisłę i dotarł do dowództwa Armii Czerwonej i Ludowego Wojska Polskiego. Poległ następnego dnia na Saskiej Kępie, rozstrzelany przez patrol niemieckiej żandarmerii. W dniu 2 października 1944 został odznaczony pośmiertnie Krzyżem Srebrnym Orderu Wojennego Virtuti Militari przez Komendę Główną Korpusu Bezpieczeństwa. 
Od roku 1940 był żonaty z Heleną Wieczorek (1913–2004), z którą miał syna Tadeusza i córkę Jolantę.  
Zmarł w Warszawie, spoczywa na cmentarzu wojskowym na Powązkach (kwatera A 23-2-26).  

## Ordery i odznaczenia
- Krzyż Srebrny Orderu Wojennego Virtuti Militari (pośmiertnie, 2 października 1944)
- Krzyż Walecznych
- Warszawski Krzyż Powstańczy (pośmiertnie)[3]